# Нижняя (приток Рощинки)
Нижняя (Подгорная, Птичья, Верхняя; устар. Линтулан-йоки, Юля-йоки) — река в России, протекает по Выборгскому району Ленинградской области. Устье реки находится в 14 км по левому берегу реки Рощинки. Длина реки составляет 39 км, площадь водосборного бассейна 126 км².

## Данные водного реестра
По данным государственного водного реестра России относится к Балтийскому бассейновому округу, водохозяйственный участок реки — Реки и озера бассейна Финского залива от границы РФ с Финляндией до северной границы бассейна р. Нева, речной подбассейн реки — Нева и реки бассейна Ладожского озера (без подбассейна Свирь и Волхов, российская часть бассейнов). Относится к речному бассейну реки Нева (включая бассейны рек Онежского и Ладожского озера).
Код объекта в государственном водном реестре — 01040300512102000008386.